# No Prejudice
No Prejudice (isl. Enga fordóma) – utwór islandzkiego zespołu muzycznego Pollapönk nagrany i wydany w 2014 roku.
W lutym islandzkojęzyczna wersja utworu wygrała finał krajowych eliminacji Söngvakeppnin 2014, dzięki czemu zespół reprezentował Islandię w 59. Konkursie Piosenki Eurowizji w 2014 roku. Numer w języku angielskim został zaprezentowany w pierwszym koncercie półfinałowym (zorganizowanym 6 maja) i zakwalifikował się do sobotniego finału, w którym zajął ostatecznie 15. miejsce z 58 punktami.
Jak wyznali muzycy zespołu, utwór został napisany, aby „pomóc wyeliminować wszelkie formy dyskryminacji, poniżania oraz uprzedzeń” głównie wśród „młodych ludzi, którzy boją się bycia poniżanymi i zastraszanymi”, przesłaniem numeru była natomiast myśl, że „każdy ma prawo do życia w harmonii z resztą świata”.

## Notowania na listach przebojów
| Kraj            | Lista (2014)    | Najwyższe miejsce |
| --------------- | --------------- | ----------------- |
| Austria         | Singles Top 40  | 68                |
| Wielka Brytania | Singles Top 100 | 70                |